# Lista de conflitos envolvendo a Bolívia
Esta é uma lista de guerras envolvendo a Bolívia desde 1809 até os dias atuais.
| Conflito                                       | Combatente 1                                | Combatente 2                          | Resultado                                                                                         |
| ---------------------------------------------- | ------------------------------------------- | ------------------------------------- | ------------------------------------------------------------------------------------------------- |
| Guerra da Independência da Bolivia (1809-1825) | Bolívia · Províncias Unidas do Rio da Prata | Espanha                               | Vitória - Independência da Bolivia.                                                               |
| Guerra da Confederação (1836-1839)             | Confederação Peru-Boliviana                 | Chile · Peru · Confederação Argentina | Derrota - Dissolução da Confederação Peru-Boliviana.                                              |
| Guerra das Ilhas Chincha (1866)                | Peru · Chile · Equador · Bolívia            | Espanha                               | Vitória - Retirada espanhola das Ilhas Chincha. - Independência peruana reconhecida pela Espanha. |
| Guerra do Pacífico (1879-1883)                 | Peru · Bolívia                              | Chile                                 | Derrota - Departamento do Litoral cedido pela Bolívia ao Chile.                                   |
| Guerra do Acre (1899–1903)                     | Bolívia · Estados Unidos                    | Brasil · Acre                         | Derrota - Capitulação das tropas bolivianas no Acre.                                              |
| Guerra do Chaco (1932-1935)                    | Bolívia                                     | Paraguai                              | Derrota - A maioria da área disputada concedida ao Paraguai.                                      |
| Guerrilha de Ñancahuazú (1966–1967)            | Bolívia                                     | Ñancahuazú Guerrilha                  | Vitória - Guerrilha derrotada, Che Guevara executado.                                             |